# Bram Stoker Awards 1998
Der Bram Stoker Award 1998 wurde im Jahr 1999 für Literatur aus dem Vorjahr in zwölf Kategorien vergeben. Bei der Verleihung werden jährlich außergewöhnliche Beiträge zur Horrorliteratur geehrt. Der Bram Stoker Award wird seit 1987 vergeben, die Gewinner werden per Wahl von den Mitgliedern der Horror Writers Association (HWA) bestimmt.
Gegenüber den Vorjahren, in denen der Preis in der Regel in sieben Kategorien vergeben wurde, wurden 1998 fünf weitere Kategorien hinzugefügt und die Gesamtanzahl stieg auf zwölf Kategorien; zwei der Preise wurden jedoch nicht vergeben. Wie in den Vorjahren wurden mehrere Autoren mehrfach nominiert. So wurde der Gewinner der Kategorie Roman, Stephen King, auch für den Bereich Kurzgeschichte nominiert. Der Comicautor Garth Ennis wurde mit zwei Werken im Bereich Illustrierte Geschichte nominiert, in dieser wurde der Preis jedoch nicht vergeben.

## Gewinner und nominierte Autoren
Der Bram Stoker Award 1998 wurde im Jahr 1999 in zwölf Kategorien vergeben:
| Kategorie                                       | Gewinner                                                   | Werk                               | Weitere nominierte Autoren | Bilder der Gewinner |
| ----------------------------------------------- | ---------------------------------------------------------- | ---------------------------------- | --- | ------------------- |
| Roman (Novel)                                   | Stephen King                                               | Bag of Bones (deutsch: Sara)       | - Dean Koontz: Fear Nothing (deutsch: Geschöpfe der Nacht) - S.P. Somtow: Darker Angels - Thomas Tessier: Fog Heart | Stephen King, 2007  |
| Erstlingswerk (First Novel)                     | Michael Marano                                             | Dawn Song                          | - P.D. Cacek: Night Prayers - Charlee Jacob: This Symbiotic Fascination - Caitlín R. Kiernan: Silk |                     |
| Novelle (Long Fiction)                          | Peter Straub                                               | Mr. Clubb and Mr. Cuff             | - P.D. Cacek: Leavings - Brian Hodge: As Above, So Below - John Shirley: What Would You Do for Love? | Peter Straub, 2009  |
| Kurzgeschichte (Short Fiction)                  | Bruce Holland Rogers                                       | The Dead Boy at Your Window        | - Tina L. Jens: Blues-Born - Stephen King: Autopsy Room Four - Edo van Belkom: The Rug | John Shirley, 2007  |
| Sammelband (Fiction Collection)                 | John Shirley                                               | Black Butterflies                  | - P.D. Cacek: Leavings - Neil Gaiman: Smoke and Mirrors - Gahan Wilson: The Cleft and Other Odd Tales | John Shirley, 2010  |
| Anthologie (Anthology)                          | Stefan Dziemianowicz, Martin H. Greenberg, Robert Weinberg | Horrors!: 365 Scary Stories        | - Robert Bloch: Robert Bloch's Psychos - Richard Chizmar: Best of Cemetery Dance - Ellen Datlow, Terri Windling: The Year's Best Fantasy and Horror (11th Annual Collection) |                     |
| Sachbuch (Nonfiction)                           | Paula Guran (Hrsg.)                                        | DarkEcho Newsletter, Vol. 5, #1-50 | - Clive Bloom: Gothic Horror: A Reader's Guide from Poe to King and Beyond - Jeanne Cavelos: The Science of the X-Files - Richard Laymon: A Writer's Tale |                     |
| Illustrierte Geschichte (Illustrated Narrative) | der Preis wurde nicht vergeben                             | -                                  | - Sergio Aragones & Mark Evanier: Sergio Aragones' Dia de las Muertos (Day of the Dead) - Garth Ennis: Preacher - Garth Ennis: The Son of Man (Hellblazer #129-133) - Len Wein: The Dreaming: Trial and Error                                                                                   |                     |
| Drehbuch (Screenplay)                           | Bill Condon Alex Proyas, David Goyer & Lem Dobbs           | Gods and Monsters Dark City        | - Nicholas Kazan: Fallen - Darin Morgan: Somehow Satan Got Behind Me (Millenium, May1) |                     |
| Arbeit für junge Leser (Work for Young Readers) | Nancy Etchemendy                                           | Bigger than Death                  | - Michael Thomas Ford: The Dollhouse that Time Forgot (Eerie Indiana #11) - Nancy Holder: The Angel Chronicles: A Novelization (Buffy the Vampire Slayer Vol. 1) - Ellen Steiber: Hungry Ghosts: A Novelization (The X-Files No. 9)                                                             |                     |
| Andere Medien (Other Media)                     | der Preis wurde nicht vergeben                             | -                                  | - Kevin Brownlow: Universal Horror (Fernsehdokumentation) - John Cafiero: The Misfits: American Psycho (Musikvideo) - John Carpenter: John Carpenter's Vampires (Original Motion Picture Soundtrack) - Joshua Kane: Gothic at Midnight: A Tribute to the Masters of the Macabre (Audiosammlung) |                     |
| Lebenswerk (Lifetime Achievement)               | Ramsey Campbell Roger Corman                               |                                    | | Roger Corman, 2006  |